# Conor Gallagher
Conor John Gallagher (Epsom, 6 febbraio 2000) è un calciatore inglese, centrocampista dell'Atlético Madrid e della nazionale inglese, con cui è stato vicecampione d'Europa nel 2024.

## Caratteristiche tecniche
È un centrocampista che ama attaccare la profondità e inserirsi in area, mettendo in mostra le proprie abilità in fase offensiva. Lee Bowyer lo ha descritto come un centrocampista in grado di tenere un elevato ritmo per tutta la partita, bravo sia nei tackle sia nei passaggi.

## Carriera

### Club

#### Gli inizi, Chelsea e vari prestiti
Calcisticamente cresciuto nelle Epsom Eagles, nel 2008 entra a far parte del settore giovanile del Chelsea.
Il 29 maggio 2019 riceve la sua prima convocazione in prima squadra in occasione della finale di Europa League vinta per 4-1 contro i rivali cittadini dell'Arsenal, dove pur non scendendo in campo ottiene la medaglia di vincitore della competizione.
Il 2 agosto 2019 rinnova il proprio contratto per tre anni con il Chelsea e viene contestualmente ceduto in prestito semestrale al Charlton; debutta tra i professionisti il giorno seguente, nell'incontro di Football League Championship vinto per 2-1 contro il Blackburn, subentrando a Mouhamadou-Naby Sarr al 65º minuto di gioco, mentre una settimana più tardi trova la sua prima rete fissando il punteggio sul definitivo 3-1 contro lo Stoke City. In breve tempo si guadagna un posto da titolare, collezionando ventisei presenze e segnando sei reti nella prima metà di stagione.
Il 14 gennaio 2020 viene richiamato dal Chelsea, che il giorno seguente lo cede in prestito allo Swansea City fino al termine della stagione. Nel club gallese si ritaglia da subito un ruolo da protagonista, giocando da titolare tutti e 21 gli incontri fino al termine della stagione, conclusa con la sconfitta in semifinale dei play-off promozione per mano del Brentford. Gallagher, in seguito alle controversie sul suo cambio di casacca a stagione in corso, rivelò tempo dopo che la scelta di effettuare un cambio di squadra a gennaio si rivelò positiva, in quanto ha contribuito a renderlo un calciatore più creativo.
Terminato il prestito il 17 settembre 2020 sigla un nuovo accordo con i blues della durata di cinque stagioni e viene contestualmente ceduto al neo-promosso West Bromwich fino al termine della stagione. Il 19 ottobre seguente debutta in Premier League giocando da titolare l'incontro pareggiato 0-0 contro il Burnley. Il 28 novembre segna la sua prima rete nella massima divisione inglese, decidendo la sfida casalinga vinta 1-0 contro lo Sheffield Utd.
Il 30 luglio 2021 viene nuovamente ceduto a titolo temporaneo, questa volta al Crystal Palace.
Dopo l'ottima stagione al Crystal Palace rientra al Chelsea. Il 12 febbraio 2024 realizza una doppietta alla sua ex squadra il Crystal Palace, trascinando i suoi alla vittoria finale per 1-3. Conclude la sua esperienza londinese con 72 presenze e 8 reti in campionato.

#### Atlético Madrid
Il 21 agosto 2024 viene acquistato a titolo definitivo dall'Atlético Madrid, con cui sottoscrive un contratto quinquennale valido fino al 30 giugno 2029.

### Nazionale
Dopo aver partecipato agli Europei Under-21 del 2021, il 12 novembre 2021 riceve la sua prima convocazione dalla nazionale inglese, con cui esordisce tre giorni più tardi nel successo per 10-0 contro San Marino.
Il 17 novembre 2024 realizza il suo primo gol nel successo per 5-0 in Nations League contro l'Irlanda.

## Statistiche

### Presenze e reti nei club
Statistiche aggiornate al 2 dicembre 2024.
| Stagione        | Squadra         | Campionato      | Campionato | Campionato | Coppe nazionali | Coppe nazionali | Coppe nazionali | Coppe continentali | Coppe continentali | Coppe continentali | Altre coppe | Altre coppe | Altre coppe | Totale | Totale |
| Stagione        | Squadra         | Comp            | Pres       | Reti       | Comp            | Pres            | Reti            | Comp               | Pres               | Reti               | Comp        | Pres        | Reti        | Pres   | Reti   |
| --------------- | --------------- | --------------- | ---------- | ---------- | --------------- | --------------- | --------------- | ------------------ | ------------------ | ------------------ | ----------- | ----------- | ----------- | ------ | ------ |
| 2018-2019       | Chelsea         | PL              | 0          | 0          | FACup+CdL       | 0+0             | 0+0             | UEL                | 0                  | 0                  | -           | -           | -           | 0      | 0      |
| 2019-gen. 2020  | Charlton        | FLC             | 26         | 6          | FACup+CdL       | 0+0             | 0+0             | -                  | -                  | -                  | -           | -           | -           | 26     | 6      |
| gen.-giu. 2020  | Swansea City    | FLC             | 19+2       | 0          | FACup+CdL       | 0+0             | 0+0             | -                  | -                  | -                  | -           | -           | -           | 21     | 0      |
| 2020-2021       | West Bromwich   | PL              | 30         | 2          | FACup+CdL       | 1+1             | 0+0             | -                  | -                  | -                  | -           | -           | -           | 32     | 2      |
| 2021-2022       | Crystal Palace  | PL              | 34         | 8          | FACup+CdL       | 4+1             | 0+0             | -                  | -                  | -                  | -           | -           | -           | 39     | 8      |
| 2022-2023       | Chelsea         | PL              | 35         | 3          | FACup+CdL       | 1+1             | 0+0             | UCL                | 8                  | 0                  | -           | -           | -           | 45     | 3      |
| 2023-2024       | Chelsea         | PL              | 34         | 5          | FACup+CdL       | 0+4             | 0+0             | -                  | -                  | -                  | -           | -           | -           | 38     | 5      |
| Totale Chelsea  | Totale Chelsea  | Totale Chelsea  | 69         | 8          |                 | 6               | 0               |                    | 8                  | 0                  |             | 0           | 0           | 83     | 8      |
| 2024-2025       | Atlético Madrid | PD              | 13         | 3          | CR              | 2               | 0               | UCL                | 7                  | 1                  | Cmc         | -           | -           | 22     | 4      |
| Totale carriera | Totale carriera | Totale carriera | 194        | 27         |                 | 15              | 0               |                    | 15                 | 1                  |             | 0           | 0           | 224    | 28     |

### Presenze e reti in nazionale
| Cronologia completa delle presenze e delle reti in nazionale ― Inghilterra | Cronologia completa delle presenze e delle reti in nazionale ― Inghilterra | Cronologia completa delle presenze e delle reti in nazionale ― Inghilterra | Cronologia completa delle presenze e delle reti in nazionale ― Inghilterra | Cronologia completa delle presenze e delle reti in nazionale ― Inghilterra | Cronologia completa delle presenze e delle reti in nazionale ― Inghilterra | Cronologia completa delle presenze e delle reti in nazionale ― Inghilterra | Cronologia completa delle presenze e delle reti in nazionale ― Inghilterra |
| Data                                                                       | Città                                                                      | In casa                                                                    | Risultato                                                                  | Ospiti                                                                     | Competizione                                                               | Reti                                                                       | Note                                                                       |
| -------------------------------------------------------------------------- | -------------------------------------------------------------------------- | -------------------------------------------------------------------------- | -------------------------------------------------------------------------- | -------------------------------------------------------------------------- | -------------------------------------------------------------------------- | -------------------------------------------------------------------------- | -------------------------------------------------------------------------- |
| 15-11-2021                                                                 | Serravalle                                                                 | San Marino                                                                 | 0 – 10                                                                     | Inghilterra                                                                | Qual. Mondiali 2022                                                        | -                                                                          | 46’                                                                        |
| 26-3-2022                                                                  | Londra                                                                     | Inghilterra                                                                | 2 – 1                                                                      | Svizzera                                                                   | Amichevole                                                                 | -                                                                          | 61’                                                                        |
| 29-3-2022                                                                  | Londra                                                                     | Inghilterra                                                                | 3 – 0                                                                      | Costa d'Avorio                                                             | Amichevole                                                                 | -                                                                          | 79’                                                                        |
| 14-6-2022                                                                  | Wolverhampton                                                              | Inghilterra                                                                | 0 – 4                                                                      | Ungheria                                                                   | UEFA Nations League 2022-2023 - 1º turno                                   | -                                                                          | 56’                                                                        |
| 23-3-2023                                                                  | Napoli                                                                     | Italia                                                                     | 1 – 2                                                                      | Inghilterra                                                                | Qual. Euro 2024                                                            | -                                                                          | 85’                                                                        |
| 26-3-2023                                                                  | Londra                                                                     | Inghilterra                                                                | 2 – 0                                                                      | Ucraina                                                                    | Qual. Euro 2024                                                            | -                                                                          | 86’                                                                        |
| 19-6-2023                                                                  | Manchester                                                                 | Inghilterra                                                                | 7 – 0                                                                      | Macedonia del Nord                                                         | Qual. Euro 2024                                                            | -                                                                          | 58’                                                                        |
| 9-9-2023                                                                   | Breslavia                                                                  | Ucraina                                                                    | 1 – 1                                                                      | Inghilterra                                                                | Qual. Euro 2024                                                            | -                                                                          | 86’                                                                        |
| 12-9-2023                                                                  | Glasgow                                                                    | Scozia                                                                     | 1 – 3                                                                      | Inghilterra                                                                | Amichevole                                                                 | -                                                                          | 84’                                                                        |
| 13-10-2023                                                                 | Londra                                                                     | Inghilterra                                                                | 1 – 0                                                                      | Australia                                                                  | Amichevole                                                                 | -                                                                          | 35’ 62’                                                                    |
| 17-11-2023                                                                 | Londra                                                                     | Inghilterra                                                                | 2 – 0                                                                      | Malta                                                                      | Qual. Euro 2024                                                            | -                                                                          | 46’                                                                        |
| 23-3-2024                                                                  | Londra                                                                     | Inghilterra                                                                | 0 – 1                                                                      | Brasile                                                                    | Amichevole                                                                 | -                                                                          | 75’                                                                        |
| 3-6-2024                                                                   | Newcastle upon Tyne                                                        | Inghilterra                                                                | 3 – 0                                                                      | Bosnia ed Erzegovina                                                       | Amichevole                                                                 | -                                                                          |                                                                            |
| 16-6-2024                                                                  | Gelsenkirchen                                                              | Serbia                                                                     | 0 – 1                                                                      | Inghilterra                                                                | Euro 2024 - 1º turno                                                       | -                                                                          | 69’                                                                        |
| 20-6-2024                                                                  | Francoforte sul Meno                                                       | Danimarca                                                                  | 1 – 1                                                                      | Inghilterra                                                                | Euro 2024 - 1º turno                                                       | -                                                                          | 54’ 62’                                                                    |
| 25-6-2024                                                                  | Colonia                                                                    | Inghilterra                                                                | 0 – 0                                                                      | Slovenia                                                                   | Euro 2024 - 1º turno                                                       | -                                                                          | 46’                                                                        |
| 30-6-2024                                                                  | Gelsenkirchen                                                              | Inghilterra                                                                | 2 – 1 dts                                                                  | Slovacchia                                                                 | Euro 2024 - Ottavi di finale                                               | -                                                                          | 106’                                                                       |
| 10-7-2024                                                                  | Dortmund                                                                   | Paesi Bassi                                                                | 1 – 2                                                                      | Inghilterra                                                                | Euro 2024 - Semifinale                                                     | -                                                                          | 90+3’                                                                      |
| 13-10-2024                                                                 | Helsinki                                                                   | Finlandia                                                                  | 1 – 3                                                                      | Inghilterra                                                                | UEFA Nations League 2024-2025 - 1º turno                                   | -                                                                          | 85’                                                                        |
| 14-11-2024                                                                 | Amarousio                                                                  | Grecia                                                                     | 0 – 3                                                                      | Inghilterra                                                                | UEFA Nations League 2024-2025 - 1º turno                                   | -                                                                          | 11’ 79’                                                                    |
| 17-11-2024                                                                 | Londra                                                                     | Inghilterra                                                                | 5 – 0                                                                      | Irlanda                                                                    | UEFA Nations League 2024-2025 - 1º turno                                   | 1                                                                          | 75’                                                                        |
| 10-6-2025                                                                  | West Bridgford                                                             | Inghilterra                                                                | 1 – 3                                                                      | Senegal                                                                    | Amichevole                                                                 | -                                                                          | 58’                                                                        |
| Totale                                                                     |                                                                            | Presenze                                                                   | 22                                                                         |                                                                            | Reti                                                                       | 1                                                                          |                                                                            |

## Palmarès

### Club

#### Competizioni internazionali
- UEFA Europa League: 1

Chelsea: 2018-2019